# Abdelkrim Mameri
Pour les articles homonymes, voir Mameri.
Abdelkrim Mammeri (en arabe : عبد الكريم معمري), né le 12 janvier 1981 à Boufarik, est un footballeur algérien évoluant au poste de défenseur central.

## Biographie
Mameri est le capitaine du CRB lors de son sixième titre en Coupe d'Algérie en 2009,.

## Carrière
- 2006-2007 : WA Boufarik
- 2007-janvier 2013 : CR Belouizdad
- janvier-juin 2013 : ES Sétif
- 2013-2014 : CA Bordj Bou Arreridj
- 2014-2015 : MC Saïda
- Depuis 2015 : WA Boufarik

## Palmarès
- Champion d'Algérie en 2013 avec l'ES Sétif
- Vainqueur de la Coupe d'Algérie en 2009 avec le CR Belouizdad
- Finaliste de la Coupe d'Algérie en 2012 avec le CR Belouizdad